# 渡辺祐
渡辺 祐（わたなべ たすく、1959年7月3日 - ）は、神奈川県相模原市出身のエディター・ライター・ラジオパーソナリティ。自称「街の陽気な編集者」。

## 来歴
早稲田大学第二文学部在学中、宝島編集部に潜り込み、その後は社員となる。佐藤克之のコラムを切っ掛けに、投稿コーナー「VOW」を「街や新聞などで見かけた変な物」のコーナーとし、1992年まで初代総本部長を務める。
1986年にフリーランスになる。1987年に、川勝正幸、加藤芳一、佐川秀文と事務所「トーテムポール」を結成。1989年には、有限会社「ドゥ・ザ・モンキー」を設立、代表取締役に就任。

## 人物
プロ野球・東京ヤクルトスワローズファンで、球団ファンクラブ向け会報誌『Ondo』にコラムを寄稿している。
血液型B型。梅津和時率いるバンド生活向上委員会のボーヤ（付き人）を務めたことがある。

## 出演担当番組
- RADIO DONUTS（J-WAVE） - 2007年10月6日 -
- TOKYO NEW STANDARD（J-WAVE） - 2013年4月7日 - 4月28日
- e-STATION GOLD（J-WAVE） - 2000年4月 - 2007年9月28日
- MIDNIGHT SOUL BAR（J-WAVE、当時エフエムジャパン） - 1996年 - 1997年
- タモリ倶楽部（テレビ朝日） - 進行役。不定期
- はなまるマーケット（TBS） - 構成。2001年4月 - 9月
- めがね番長（BSフジ） - ナレーション、構成
- なつかしのソノシートBEST33 1/3 勝手にカウントダウン!（BSフジ） - 出演、構成

## 著書
- 猿のこだわり（ビクターブックス）
- THE DICTIONARY OF PEOPLE 001（クラブキング） - 共著
- VOW（宝島社） - 初代総本部長（1〜4巻を手がけている）
- 景山民夫・著 極楽TV（新潮文庫） - 解説
- 景山民夫・編 新TOKYO八景 来るな!（テレビ朝日出版部） - 共著
- 河出書房新社編集部・編 ビデオガイドブック 人生は映画で学んだ（河出書房新社） - 共著

## CD編集
- 渡邊祐の発掘王1 FUJIYAMA-FUNKY編
- 渡邊祐の発掘王2 FUJIYAMA-POPS編